# The Ride-On King
The Ride-On King (jap. ライドンキング Raidonkingu) – manga autorstwa Yasushiego Baby, publikowana na łamach magazynu „Gekkan Shōnen Sirius” wydawnictwa Kōdansha od maja 2018. Seria jest spin-offem wcześniejszej serii autora, Golosseum.

## Fabuła
Historia opowiada o Aleksandrze Purtinowie, prezydencie Pursji, który ma obsesję na punkcie ujeżdżania i poskramiania wszystkiego, poczynając od bestii i maszyn, a na narodach kończąc. Pewnego dnia Aleksander staje się ofiarą ataku terrorystycznego, w wyniku którego trafia on do świata fantasy zamieszkałego przez smoki, centaury i inne mityczne stworzenia, które może ujeżdżać.

## Publikacja serii
Pierwszy rozdział mangi został opublikowany 26 maja 2018 w magazynie „Gekkan Shōnen Sirius”. Następnie wydawnictwo Kōdansha rozpoczęło zbieranie rozdziałów do wydań w formacie tankōbon, których pierwszy tom ukazał się 9 stycznia 2019. Według stanu na 7 października 2022, do tej pory wydano 9 tomów.
W Polsce dwa pierwsze tomy mangi ukazały się nakładem wydawnictwa Kotori, jednakże jej dalsze wydawanie zostało przerwane z powodu kontrowersji związanych z inwazją Rosji na Ukrainę.
| Nr | Język japoński      | Język japoński         | Język polski  | Język polski           |
| Nr | Data wydania        | ISBN                   | Data wydania  | ISBN                   |
| -- | ------------------- | ---------------------- | ------------- | ---------------------- |
| 1  | 9 stycznia 2019     | ISBN 978-4-06-514210-3 | listopad 2021 | ISBN 978-83-66568-68-6 |
| 2  | 9 maja 2019         | ISBN 978-4-06-515493-9 | luty 2022     | ISBN 978-83-66568-75-4 |
| 3  | 9 października 2019 | ISBN 978-4-06-517260-5 | —             |                        |
| 4  | 23 kwietnia 2020    | ISBN 978-4-06-519224-5 | —             |                        |
| 5  | 9 grudnia 2020      | ISBN 978-4-06-521698-9 | —             |                        |
| 6  | 7 maja 2021         | ISBN 978-4-06-523248-4 | —             |                        |
| 7  | 7 października 2021 | ISBN 978-4-06-525121-8 | —             |                        |
| 8  | 7 kwietnia 2022     | ISBN 978-4-06-527578-8 | —             |                        |
| 9  | 7 października 2022 | ISBN 978-4-06-529469-7 | —             |                        |